# Sochaux
Sochaux je naselje in občina v francoskem departmaju Doubs regije Franche-Comté. Leta 2011 je naselje imelo 4.027 prebivalcev.

## Geografija
Kraj leži v pokrajini Franche-Comté 3 km vzhodno od Montbéliarda.

## Uprava
Sochaux je sedež kantona Sochaux-Grand-Charmont, v katerega so poleg njegove vključene še občine Grand-Charmont, Nommay in Vieux-Charmont s 13.510 prebivalci.
Kanton Sochaux je sestavni del okrožja Montbéliard.

## Zanimivosti
- muzej "l'Aventure Peugeot",
- sedež tovarne avtomobilov Peugeot.